# François Bouchard (Eishockeyspieler, 1973)
François Bouchard (* 8. August 1973 in Brossard, Québec) ist ein kanadischer Eishockeyspieler, der zuletzt für die Vienna Capitals in der EBEL spielte.

## Karriere
In seiner Zeit als Junior spielte der Verteidiger ab 1991 für die Mannschaft der Northeastern University, die Northeastern University Huskies. Im NHL Supplemental Draft 1994 sicherten sich die Tampa Bay Lightning die Rechte an Bouchard, der jedoch nach einem Jahr in der East Coast Hockey League bei den Charlotte Checkers nach Europa zum finnischen Erstligisten Oulun Kärpät wechselte.

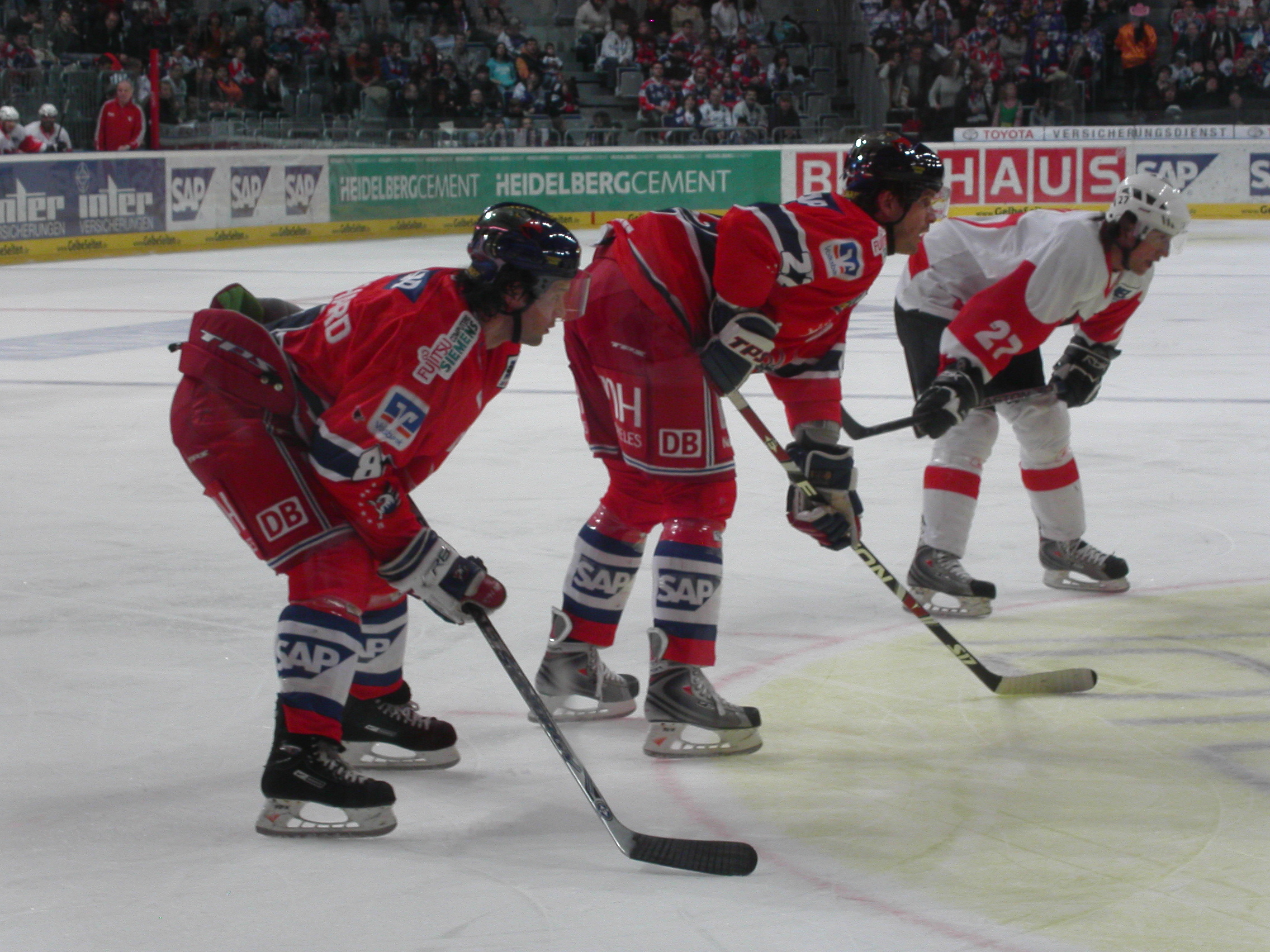
François Bouchard, neben Colin Forbes (Mitte) und Justin Cox (rechts)

Das folgende Jahr begann der Kanadier beim HPK Hämeenlinna, wechselte aber im Laufe der Saison 1997/98 zu den Augsburger Panthern in die Deutsche Eishockey Liga. Sein Weg führte ihn jedoch zunächst zurück nach Finnland von wo aus sich der Rechtsschütze nach einer weiteren Spielzeit mit Oulun Kärpät nach Schweden aufmachte, wo er in der Saison 1999/2000 für MODO Hockey spielte. Im Jahr darauf wurde der Abwehrspieler gemeinsam mit Mikael Magnusson Schwedischer Meister mit Djurgårdens IF.
Die Saison 2001/02 verbrachte François Bouchard in seiner Heimat Kanada, wo er in der AHL für die St. John’s Maple Leafs aufs Eis ging. Zur Saison 2002/03 kehrte der Kanadier nach Deutschland zurück und spielte dort für den ERC Ingolstadt. Von hier holte ihn Frankfurts Manager Lance Nethery zu den Frankfurt Lions, mit denen Bouchard 2004 erneut mit ehemaligen Mannschaftskameraden Mikael Magnusson die Deutsche Meisterschaft gewinnen konnte. 2006 wechselte der Kanadier zu den Adler Mannheim, bei denen er neben Tomáš Martinec Assistenz-Kapitän der Adler hinter René Corbet war. In der Saison 2006/07 wurde der Verteidiger mit den Adlern zum zweiten Mal in seiner Karriere deutscher Meister und gewann zudem erstmals den Deutschen Eishockey-Pokal. Nach der Saison 2008/09 wurde Bouchards Vertrag in Mannheim nicht verlängert.

## Erfolge und Auszeichnungen
- 1996 Riley-Cup-Gewinn mit den Charlotte Checkers
- 2001 Schwedischer Meister mit Djurgårdens IF
- 2004 Deutscher Meister mit den Frankfurt Lions
- 2006 Teilnahme am DEL All-Star Game
- 2007 Deutscher Meister mit den Adler Mannheim
- 2008 Teilnahme am DEL All-Star Game

## Karrierestatistik
(Legende zur Spielerstatistik: Sp oder GP = absolvierte Spiele; T oder G = erzielte Tore; V oder A = erzielte Assists; Pkt oder Pts = erzielte Scorerpunkte; SM oder PIM = erhaltene Strafminuten; +/− = Plus/Minus-Bilanz; PP = erzielte Überzahltore; SH = erzielte Unterzahltore; GW = erzielte Siegtore; 1 Play-downs/Relegation; Kursiv: Statistik nicht vollständig)